# Станислав Фружин
Станислав Шишман (Станко Кусан) е син на българския княз Фружин Шишман

## Произход
Син е на българския княз Фружин и внук на цар Йоан Шишман. 
В „Съкратения регистър на Видинския санджак“ от 1454/1455 г., е посочено, че:
| „ | ... тези, които живеят като муселеми между Исфирлиг (Свърлиг) и Шекир-кьой (Пирот) и притежават свещен знак. Заповядано им е да доведат чужденци, неподлежащи на харадж, и тези от раята, които (не принадлежат) на никого, за да пазят прохода, Фрузин – княз, Стоян, негов син; Стойко, негов син; Станислав, негов син – четирима души | “ |